# Hocartita
La hocartita és un mineral de la classe dels sulfurs que pertany al grup de l'estannita. Rep el nom en honor de Raymond Hocart (Kabylie, Algèria 21 de maig de 1896 - 5 de desembre de 1983), professor de mineralogia de la Universitat de París.

## Característiques
La hocartita és una sulfosal de fórmula química Ag₂(Fe2+,Zn)SnS₄. Va ser aprovada com a espècie vàlida per l'Associació Mineralògica Internacional l'any 1967, sent publicada per primera vegada el 1968. Cristal·litza en el sistema tetragonal. La seva duresa a l'escala de Mohs és 4.
Segons la classificació de Nickel-Strunz, la hocartita pertany a «02.CB - Sulfurs metàl·lics, M:S = 1:1 (i similars), amb Zn, Fe, Cu, Ag, etc.» juntament amb els següents minerals: coloradoïta, hawleyita, metacinabri, polhemusita, sakuraiïta, esfalerita, stil·leïta, tiemannita, rudashevskyita, calcopirita, eskebornita, gal·lita, haycockita, lenaïta, mooihoekita, putoranita, roquesita, talnakhita, laforêtita, černýita, ferrokesterita, idaïta, kesterita, kuramita, mohita, pirquitasita, estannita, estannoidita, velikita, chatkalita, mawsonita, colusita, germanita, germanocolusita, nekrasovita, estibiocolusita, ovamboïta, maikainita, hemusita, kiddcreekita, polkovicita, renierita, vinciennita, morozeviczita, catamarcaïta, lautita, cadmoselita, greenockita, wurtzita, rambergita, buseckita, cubanita, isocubanita, picotpaulita, raguinita, argentopirita, sternbergita, sulvanita, vulcanita, empressita i muthmannita.
L'exemplar que va servir per a determinar l'espècie, el que es coneix com a material tipus, es troba conservat a l'Escola Nacional de Mines de París (França).

## Formació i jaciments
Va ser descoberta a la mina Chocaya, situada dins la localitat de Chocaya-Animas, a la província de Sud Chichas (Potosí, Bolívia). També ha estat descrita al Perú, l'Argentina, els Estats Units, França, Alemanya, Àustria, Eslovàquia, Rússia, el Kirguizstan, la República Popular de la Xina i el Japó.